# Per Asplin
Per Asplin (10 de agosto de 1928-9 de octubre de 1996) fue un actor, artista de revista y cantante de nacionalidad noruega, conocido popularmente como el «Danny Kaye nórdico». 

## Biografía
Su nombre completo era Per Wilhelm Asplin, y nació en Tønsberg, Noruega, siendo sus padres Thordis Olsen y Konrad Asplin, empleado del Banco de Tønsberg. Debutó como cantante solista con el disco en 78 RPM «Min gutt»/«Lathans», editado por el sello His Master's Voice en 1952. Ese mismo año grabó «Abu-cabu-co»/«Swing it, Metronom» y «Holme-Holmestrand»/«Ditt og datt og dott» para Columbia Records.
Se inició sobre los escenarios actuando en 1954 en el Teatro Chat Noir con la revista «Kjør Storgata». Fue el primer actor en encarnar a Tony en la obra West Side Story, estrenada en Noruega en el Det Norske Teatret en 1965. En 1963 participó en la versión noruega, y en 1970 en la danesa, del musical Fantasticks.
Per Asplin se unió al grupo vocal noruego The Monn Keys y actuó con ellos en las décadas de 1950 y 1960. Además de Asplin fueron miembros del grupo, en algún momento de su trayectoria, los artistas Sølvi Wang, Arne Bendiksen, Oddvar Sanne, Fredrik Conradi y Nora Brockstedt. El director musical de la formación era Egil Monn-Iversen. 
Asplin fue también conocido por sus papeles cinematográficos. En 1956 cantó «Ain't Misbehavin'»/«School Days» para RCA Records, y también interpretó canciones para la película Gylne ungdom. También participó en cinco ocasiones en el festival Melodi Grand Prix en los años 1960, en concreto en 1961, 1962, 1965, 1967 y 1968. En Noruega se hizo igualmente muy conocido por escribir la melodía y la letra del musical infantil Putti Plutti Pott og julenissens skjegg, que sigue representándose en varios lugares de su país antes de la fiestas de Navidad.
Per Asplin se casó el 3 de abril de 1954 con Unn Saxlund, hija del letrado de la Corte Suprema  Alf Eivind Saxlund. Tuvieron cuatro hijos, entre ellos la cantante Caroline Waters, nacida en 1966. Su esposa murió en 1995, y él falleció en Oslo al siguiente año.

### Discografía
- 1960 : Julekos
- 1961 : Gøy med Per Asplin
- 1963 : Hei – alle barn!
- 1963 : En gla' gutt med en gla' calypso
- 1966 : Go-Go Around the World
- 1967 : Alle tiders barneplate, con Arne Bendiksen
- 1969 : Putti plutti pott og julenissens skjegg
- 1972 : Sommer i Tønsberg
- 1975 : Jeg fant, jeg fant
- 1977 : Folk og røvere i Kardemomme by
- 1984 : Reisen til Amerika
- 1994 : Hei - alle barn, Gøy med Per Asplin

### Filmografía
- 1979 : Jul i skomakergata (serie TV)
- 1975 : Tut og kjør
- 1968 : Festival i Venedig (TV)
- 1965 : Hjelp – vi får leilighet!
- 1964 : Blåjackor
- 1964 : Operasjon sjøsprøyt
- 1963 : Et døgn uten løgn (también compositor)
- 1962 : Operasjon Løvsprett
- 1956 : Gylne ungdom
- 1954 : Portrettet
- 1953 : Brudebuketten
- 1952 : Det kunne vært deg